# Мневис
Мневис (егип. Mer-wer / Nem-wer «Великий чёрный») — в египетской мифологии божество, изображавшееся в образе чёрного быка и обнаруживающее много общих черт с Аписом. Как Апис в Мемфисе изображался земным воплощением бога-демиурга Птаха, так и Мневис почитался в Гелиополе как живое воплощение верховного солнечного божества Ра.